# Mazen Gamal
Mazen Gamal (* 30. Januar 1986 in Riad, Saudi-Arabien) ist ein ägyptischer Squashspieler.

## Karriere
Mazen Gamal begann seine professionelle Karriere im Jahr 2008 und gewann bislang zehn Turniere auf der PSA World Tour. Seine höchste Platzierung in der Weltrangliste erreichte er mit Rang 49 am 26. September 2022. 2016 qualifizierte er sich erstmals für die Weltmeisterschaft, bei der er in der ersten Runde ausschied.

## Erfolge
- Gewonnene PSA-Titel: 10